# Chrysiptera bleekeri
Chrysiptera bleekeri är en fiskart som först beskrevs av Fowler och Bean 1928.  Chrysiptera bleekeri ingår i släktet Chrysiptera och familjen Pomacentridae. Inga underarter finns listade i Catalogue of Life.